# Brama Żuławska
Brama Żuławska (pierwotnie Brama Długich Ogrodów; niem. Langgarter Tor) – zabytkowa brama miejska w Gdańsku, znajdująca się w Śródmieściu w obrębie ulicy Długie Ogrody, na jej wschodnim końcu prowadzącym na Żuławy.

## Historia
W końcu XVI wieku I Rzeczpospolita znajdowała się w długotrwałym konflikcie zbrojnym ze Szwecją. Bezpośrednie zagrożenie wojenne spowodowało, że władze Gdańska zdecydowały o ufortyfikowaniu miasta zgodnie z najnowszą ówcześnie sztuką obronną, zastępując umocnienia średniowieczne. W latach 1623–1638 został zbudowany od strony południowej i wschodniej ciąg czternastu bastionów typu staroholenderskiego, według projektu Korneliusza van den Boscha. Langgarter Tor była jedną z czterech nowożytnych bram miasta, jednej na każdą stronę świata, w otaczającym pierścieniu wałów ziemnych. Pozostałymi bramami były: Brama Wyżynna (z lat 1574–1575), Brama Nizinna (z 1626 roku) i nieistniejąca Brama św. Jakuba (z lat 1625–1635).

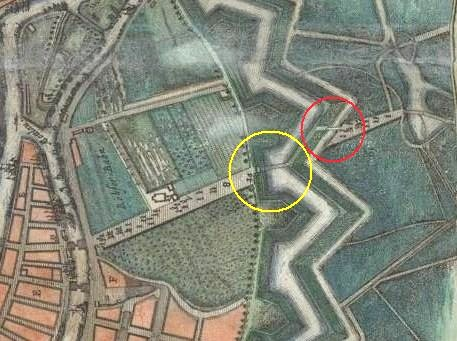
Brama Żuławska w żółtym kółku, w czerwonym Brama Elbląska na mapie z 1687 roku

Brama Długich Ogrodów została zaprojektowana przez gdańskiego architekta Jana Strakowskiego. Zlokalizowana na wschodnim krańcu miasta, chroniła wjazd od strony Żuław. Wzniesiona została w 1628 roku – rok ten znajduje się na froncie budowli, od strony wschodniej. Również od tej strony budynek ozdobiony jest kartuszem z herbem Gdańska. Brama została zbudowana z cegły i piaskowca. Była umieszczona w kurtynie wału ziemnego (pomiędzy bastionami), dzięki czemu była flankowana przez dwa sąsiednie bastiony „Lew” i „Wół”. Dodatkowym zabezpieczeniem bramy była fosa, w postaci Opływu Motławy. Komunikację umożliwiał centralny, szeroki i sklepiony przejazd oraz dwa boczne przejścia dla pieszych. Nad przejazdem mieściła się izba straży. Brama była mniej ozdobna niż Brama Wyżynna i Brama Nizinna.
Wały ziemne otaczały bramę do przełomu XIX i XX wieku. Z upływem czasu fortyfikacje straciły znaczenie militarne i stały się przestarzałą przeszkodą, znacznie utrudniającą rozwój i funkcjonowanie miasta. Od końca XIX wieku rozpoczęto w Gdańsku likwidowanie wałów i zasypywanie fosy. Zasypaniu uległa cała zachodnia odnoga Opływu Motławy. Podczas II wojny światowej w 1945 roku brama uległa niewielkim zniszczeniom i w 1949 roku została wyremontowana.
Współcześnie używana jest nazwa „Brama Żuławska”. Nie należy mylić jej z nieistniejąca Bramą Żuławską (Elbląską) zbudowaną kilkaset metrów dalej na wschód, na Knipawie dla wzmocnienia Langgarter Tor, w dodatkowym, zewnętrznym pierścieniu wałów.

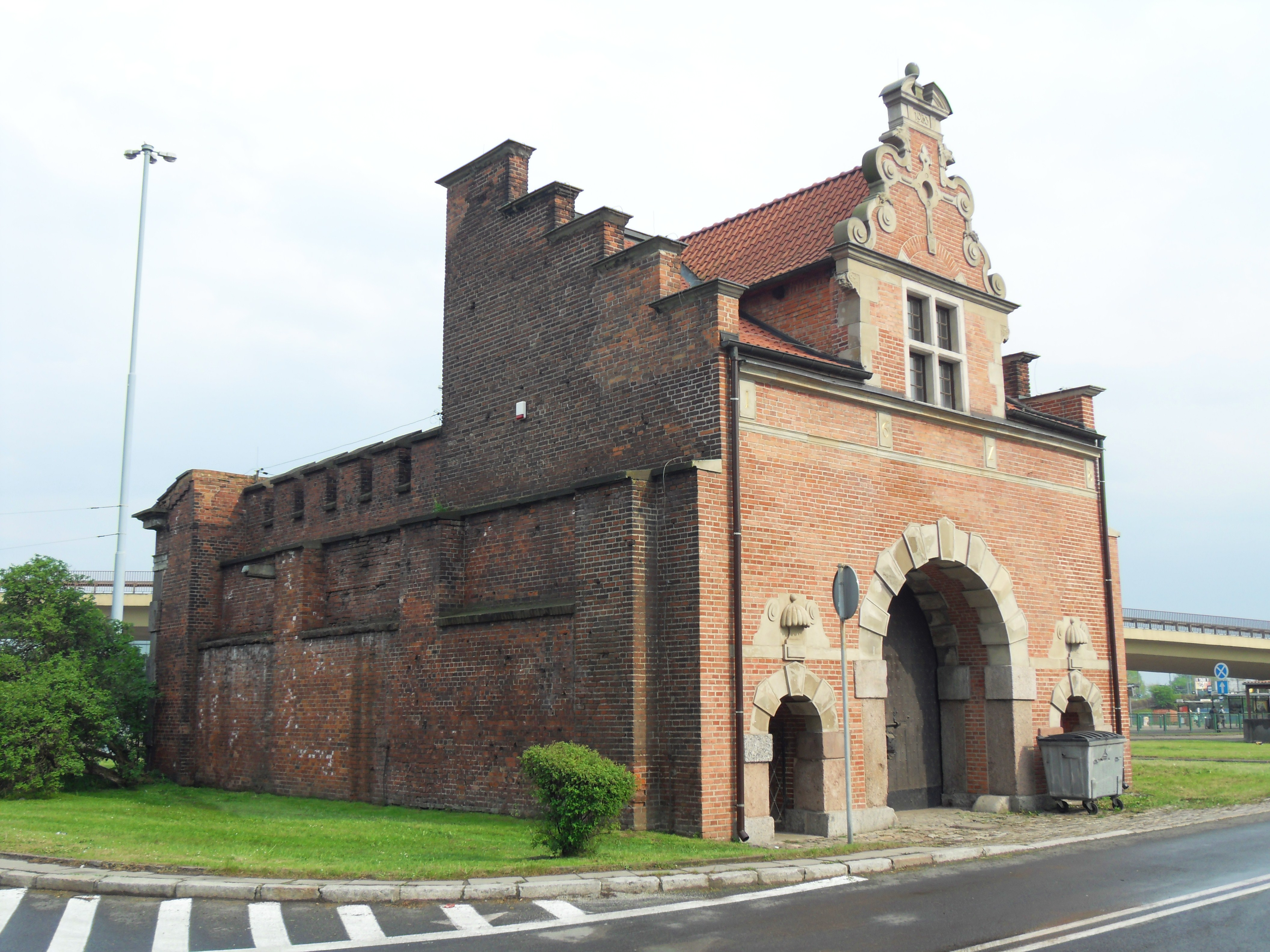
Strona wewnętrzna bramy, nad przejazdem izba straży
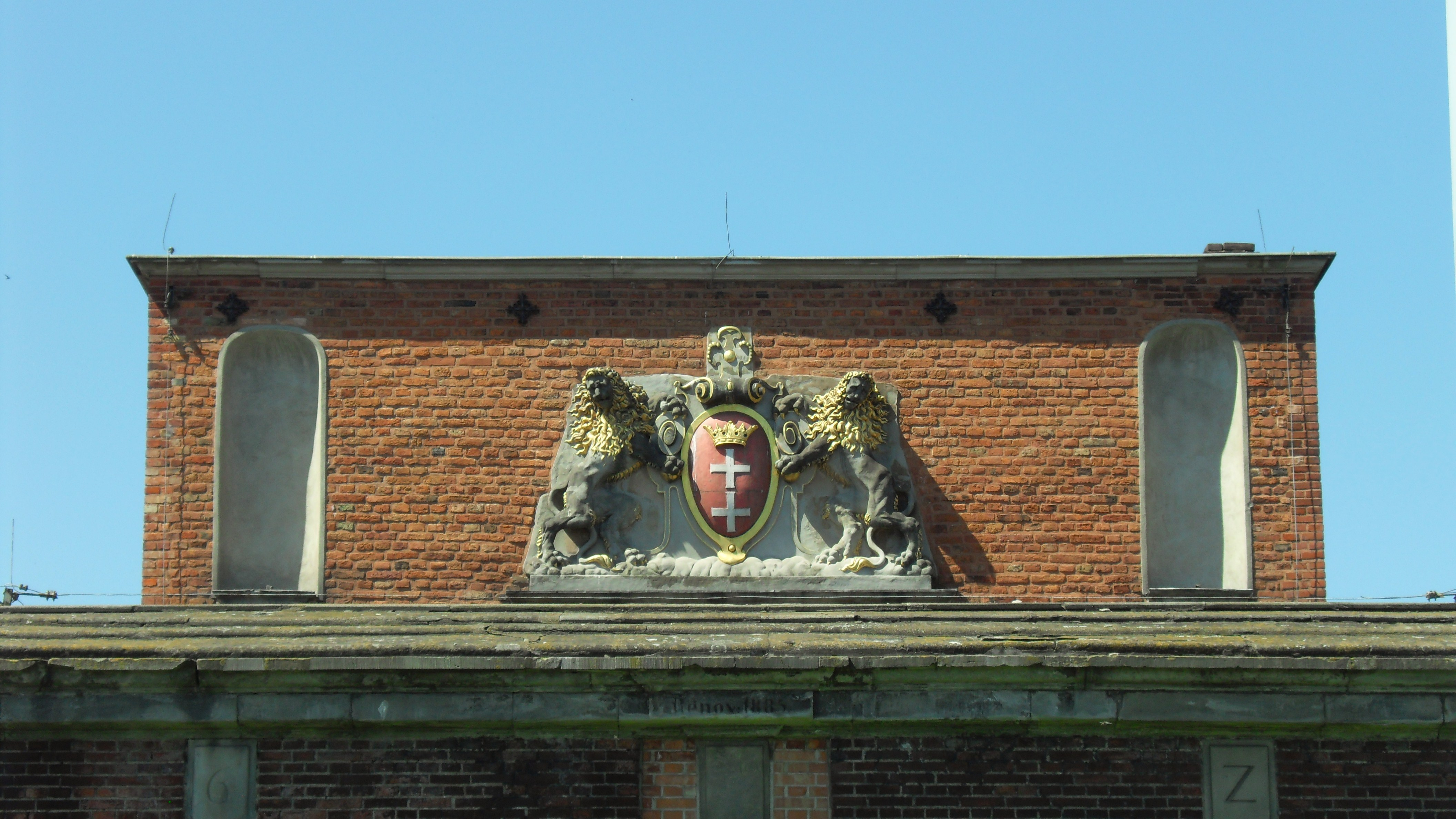
Herb Gdańska
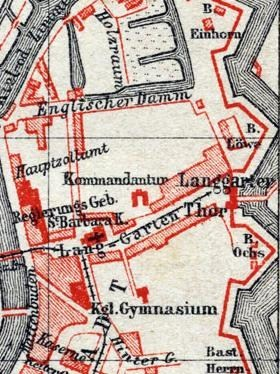
Brama z fosą i bastionami na planie z 1885 roku